# Iman Mobali
Iman Mobali (per. ایمان مبعلی, ur. 3 listopada 1982 w Ize) – irański piłkarz występujący na pozycji pomocnika i w reprezentacji Iranu.

## Kariera piłkarska
Iman Mobali pierwsze kroki w dorosłej piłce stawiał w zespole Fulad Ahwaz. W barwach tego klubu rozegrał 73 mecze w Persian Gulf Cup i strzelił 23 bramki. W 2005 wywalczył z kolegami tytuł mistrza kraju. Następnie odszedł do Al-Shabab Dubaj ze Zjednoczonych Emiratów Arabskich. W sezonie 2007/2008 zdobył z tą drużyną mistrzostwo UAE Football League. Kolejne dwa sezony rozgrywał jako gracz Al-Wasl Dubaj i Al-Nasr Dubaj. W 2010 powrócił do ojczyzny, podpisując kontrakt z klubem Esteghlal. Następnie grał w takich klubach jak: Nadi asz-Szarika, Paykan FC, Esteghlal Chuzestan i Naft Teheran. W 2017 wrócił do Fuladu Ahwaz.
Imam Mobali w 2001 zadebiutował w reprezentacji Iranu. Wystąpił w trzech edycjach Pucharu Azji: w latach 2004 (brązowy medal), 2007 i 2011. Podczas tego ostatniego turnieju strzelił bramkę w fazie grupowej, która dała zwycięstwo 2:1 nad Irakiem.

### Sukcesy

#### Foolad
- Zwycięstwo
  - Pucha Zatoki Perskiej: 2004/2005

#### Al-Shabab
- Zwycięstwo
  - UAE Football League: 2007/2008

#### Reprezentacja Iraku
- Trzecie miejsce
  - Puchar Azji: 2004